# Cyrtandra spelaea
Cyrtandra spelaea är en tvåhjärtbladig växtart som beskrevs av Brian Laurence Burtt. Cyrtandra spelaea ingår i släktet Cyrtandra och familjen Gesneriaceae. Inga underarter finns listade i Catalogue of Life.